# Кирово (Еврейская автономная область)
Ки́рово — село в Ленинском районе Еврейской автономной области, входит в Биджанское сельское поселение.
Названо в честь Сергея Мироновича Кирова.

## География
Село Кирово стоит на левом берегу реки Биджан, примерно в 20 км ниже административного центра сельского поселения села Биджан.
Дорога к селу Кирово идёт на запад от автотрассы, соединяющей автотрассу Бирофельд — Амурзет (в окрестностях села Биджан) с селом Дежнёво.
Расстояние до административного центра сельского поселения села Биджан около 22 км, расстояние до Дежнёво около 18 км (вниз по реке), расстояние до районного центра села Ленинское около 61 км (через Дежнёво).

## Население
| 1992 | 2002 | 2010 |
| ---- | ---- | ---- |
| 808  | ↘281 | ↘227 |

## Инфраструктура
- Сельскохозяйственные предприятия Ленинского района.